# Séreilhac
Séreilhac (okzitanisch: Cerelhac) ist eine französische Gemeinde mit 2.045 Einwohnern (Stand: 1. Januar 2022) im Département Haute-Vienne in der Region Nouvelle-Aquitaine. Séreilhac gehört zum Arrondissement Limoges und ist Teil des Kantons Aixe-sur-Vienne. Die Einwohner werden Séreilhacois genannt.

## Geografie
Séreilhac liegt etwa 18 Kilometer westsüdwestlich von Limoges. Umgeben wird Séreilhac von den Nachbargemeinden Saint-Priest-sous-Aixe im Norden, Aixe-sur-Vienne im Osten und Nordosten, Saint-Martin-le-Vieux im Osten und Südosten, Flavignac im Süden, Pageas im Südwesten, Gorre im Westen und Südwesten, Saint-Laurent-sur-Gorre im Westen sowie Cognac-la-Forêt im Nordwesten.
Durch die Gemeinde führt die Route nationale 21 und die Via Lemovicensis, einem der vier historischen „Wege der Jakobspilger in Frankreich“.

## Geschichte

### Internierungslager Séreilhac
In Frankreich, einem wichtigen Exilland für deutsche Emigranten sowie für Flüchtlinge aus dem Spanischen Bürgerkrieg, galt ab Juli 1938 für alle Ausländer, die um Asyl nachsuchten, die Pflicht, als Prestataires (Dienstleister) zu arbeiten. Diese Pflicht wurde am 12. April 1939 auf alle männlichen Ausländer zwischen 20 und 40 Jahren ausgeweitet. Die Prestataires, die nicht näher definierte gemeinnützige Arbeiten zu leisten hatten, waren in paramilitärischen Verbänden unter dem Kommando der Armee zusammengefasst, sogenannten „Compagnies de prestataires“ (Dienstleister-Kompanien, auch Compagnies de Travailleurs Étrangers, CTE, Fremdarbeiterkompagnien).:S. 44 ff. Aus den Compagnies de Trabvailleurs Étrangers wurden ab dem 1. November 1940 die Groupes de Travailleurs Étrangers (GTE). Grundlage hierfür war das Loi sur la situation des étrangers en surnombre dans l’économie nationale (Gesetz über den Status der in der nationalen Wirtschaft überzähligen Ausländer) vom 17. September 1940. Danach konnten „Ausländer männlichen Geschlechts zwischen 18 und 55 Jahren […], solange es die Umstämde erfordern, in Ausländereinheiten zusammengefasst werden, wenn sie in der nationalen Wirtschaft überzählig sind“.:S. 88 f.
Dieses Zwangsarbeitssystem wurde im Juli 1941 durch die Gründung des Service Social des ètrangers (SSE, Sozialdienst für Ausländer) ergänzt. Dessen Aufgabe war es, einerseits Internierungsplätze für die Familien der GTE-Angehörigen zu schaffen und andererseits Lagerplätze für Männer, die aufgrund ihres Alters oder aus gesundheitlichen Gründen nicht für eine GTE verpflichtet werden konnten.
Eines der vom SSE eingerichteten und betriebenen Zentren war das Centre n°14 in Séreilhac. Es existierte vom 18. November 1942 bis 14. Januar 1947 und diente laut Eggers ausschließlich der Unterbringung von inaptes (Untauflichen, Arbeitsuntsauglichen).:S. 149 Die Ausführungen von Cristina Bejan legen allerdings nahe, dass das Camp in Séreilhac schon vor dem November 1942 bestanden hat und neben seiner Funktion als SSE-Zentrum noch eine weitere Funktion hatte: 

„Jüdische und nicht-jüdische Ausländer, die angeblich die öffentliche Ordnung gefährdeten oder gegen das Gesetz verstießen, wurden im Limousin in Lagern wie Sereilhac, La Meyze und Nexon interniert. In Sereilhac waren während des gesamten Krieges sowohl französische als auch ausländische "Unerwünschte" untergebracht, obwohl das Lager für behinderte ältere Häftlinge und für untaugliche Internierte bestimmt war.“

Unklar bleibt darüber hinaus, ob das Camp zeitweilig auch Teile der GTE 643 beherbergte, deren eigentlicher Standort Aixe-sur-Vienne war. Nach Bejan seien ab dem 26. August 1942 Zwangsarbeiter der GTE 643 nach Aixe-sur-Vienne und Séreilhac geschickt worden, und sie erwähnt belgische und spanische Internierte, die 1943 von Séreilhac aus in die GTE 643 in Limoges geschickt worden seien. Bei der Fondation pour la Mémoire de la Déportation finden sich hierzu keine Hinweise.
Nach Bejan befand sich das aus 11 Baracken bestehende Camp an der Route de Saint-Martin, der heutigen D 17. Die Internierten hätten sich innerhalb des Lagers und in Séreilhac frei bewegen können, sie seien aber innerhalb des Lagers nach Alter und Krankheit getrennt untergebracht worden. Eggers konstatiert, dass für die Verpflegung der Internierten auch nicht mehr Mittel zur Verfügung standen als in den regulären Internierungslagern, dass aber häufig „die Verantwortlichen der [SSE-]Zentren, begünstigt durch die vergleichsweise geringe Größe, reelle Anstrengungen [unternhamen], um ihre Schutzbefohlenen eine halbwegs zufriedenstellende Ernährung zu bieten“.:S. 149  Und Bejan ergänzt, dass auch die Unterbringung in Séreilhac besser war, als in den normalen Internierungslagern.

„Das Lager Sereilhac verfügte nicht über einen separaten Speisesaal. Die Internierten bereiteten ihre Mahlzeiten selbst auf einem Gemeinschaftsherd zu und nahmen sie in ihren Baracken ein. Alle Baracken hatten eine Heizung. Jeder Internierte erhielt einen Schlafsack und vier Decken. Das Lager war mit einer Reihe von Spielen und einer kleinen Bibliothek mit Büchern in verschiedenen Sprachen ausgestattet. Es gab eine Krankenstation unter der Leitung eines Allgemeinarztes, und ein Interniertenarzt fungierte als Fachpflegekraft für die Routineuntersuchungen der Internierten. Die Internierten mussten sich Wasser von einer 300 Meter vom Lager entfernten Pumpe beschaffen.“

Bejan berichtet von einer Vielzahl von Nationalitäten, der die Lagerinsassen angehört hätten, und auch deren berufliches Spektrum sei sehr breit gefächert gewesen. Ihre eigenen Angaben zur Belegung des Lagers ergeben allerdings kein einheitliches Bild:
- Am 23. März 1943 befanden sich 87 Männer in Séreilhac, die meisten von ihnen Juden.
- Am 30. Juni 1943 befanden sich 41 Juden in Séreilhac.
- Einen Monat später – also Ende Juli 1943 – zählte das Lager 124 Männer.
- Am 20. Juli 1944 befanden sich 205 Personen im Lager.

Der zuletzt erwähnte Zeitpunkt fällt in etwa zusammen mit einem Überfall der Résistance auf das Lager, bei dem diese laut Bejan „die gut ausgestattete Krankenstation des Lagers“ wegschaffen konnte, um sie anderweitig zu nutzen. Die eigentliche Befreiung des Lagers fand, nachdem sich kurz zuvor 12 Internierte noch der Résistance angeschlossen hatten, schrittweise erst zwischen November 1944 und Ende Januar 1945 statt. Sie bedeutete aber nicht die Schließung des Lagers. Nach Bejan lebten ehemals jüdische Internierte noch bis 1946 im Camp. Wie oben schon erwähnt, ist in anderen Quellen von einer Schließung des Lagers erst im Januar 1947 die Rede.

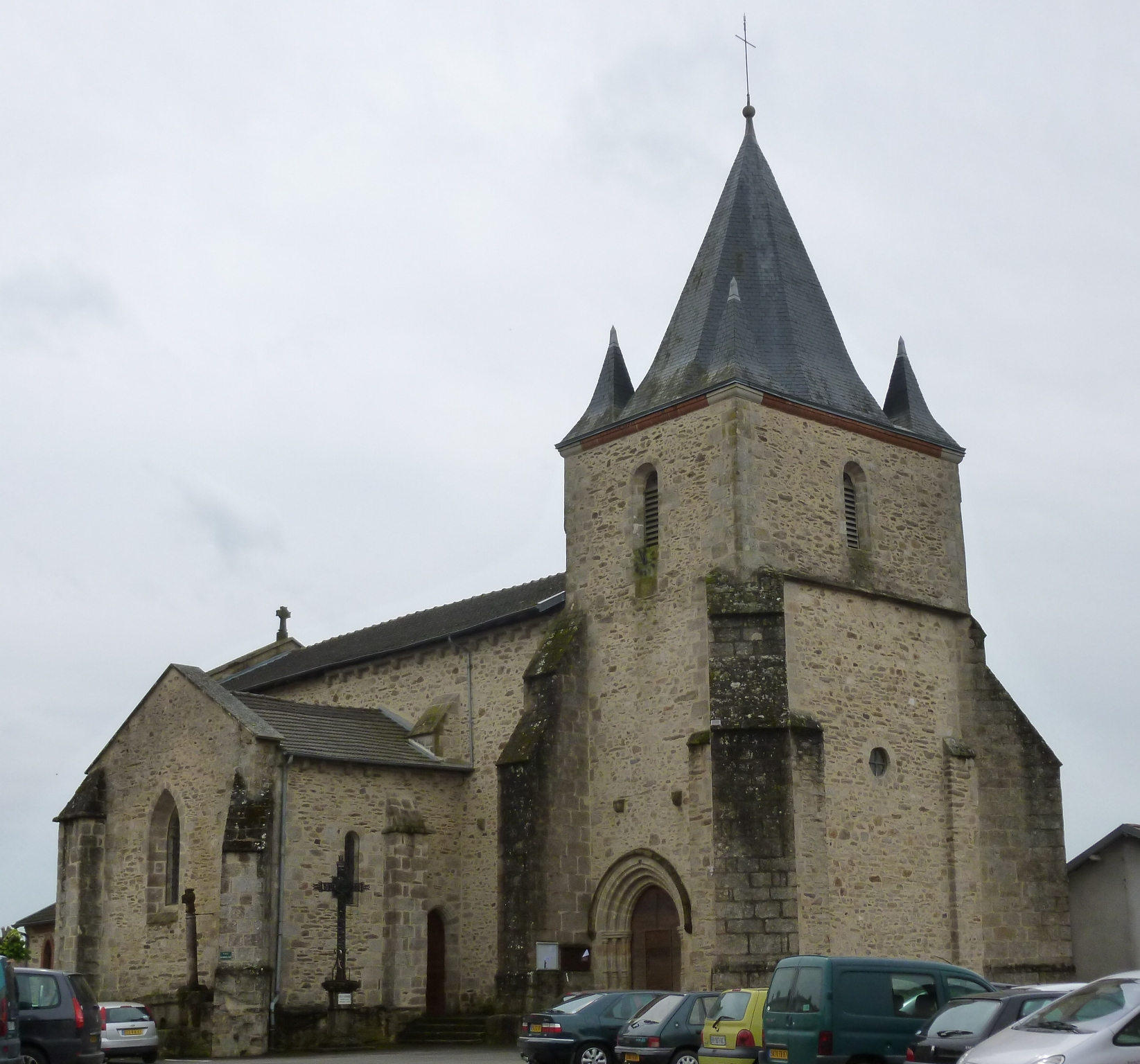
Kirche Sainte-Marie-Madeleine

## Bevölkerungsentwicklung
| Jahr                      | 1936 | 1954 | 1962 | 1968 | 1975 | 1982 | 1990 | 1999 | 2006 | 2012 |
| Einwohner                 | 1684 | 1475 | 1439 | 1362 | 1352 | 1462 | 1614 | 1595 | 1644 | 1861 |
| Quelle: Cassini und INSEE |      |      |      |      |      |      |      |      |      |      |

## Sehenswürdigkeiten
- Kirche Sainte-Marie-Madeleine